# Carlo Ragone
Carlo Ragone (Salerno, 20 gennaio 1967) è un attore italiano.

## Biografia
Fin da piccolo studia balletto classico. Nel 1985 si trasferisce a Roma, dove frequenta l'Accademia Nazionale Renato Greco. Prende poi parte al corso di perfezionamento mimico e al corso di perfezionamento al balletto classico in Francia. Si diploma al Laboratorio d'Arti sceniche diretto da Gigi Proietti. Successivamente studia canto al Teatro dell'Opera di Roma.
Nel 1996 ha doppiato il personaggio di Clopin nella versione italiana del film Disney Il gobbo di Notre Dame e nel sequel del 2002 Il gobbo di Notre Dame II.
Partecipa a numerose attività teatrali, tra cui La ballata dell'amore disonesto di Germano Mazzocchetti per la regia di Augusto Fornari, Il gatto con gli stivali al Teatro Stabile di Messina e Joseph e la strabiliante tunica dei colori in technicolor di Tim Rice e Anderw Lloyd Webber, diretto da Claudio Insegno al Teatro Nuovo di Milano e al Teatro Alfieri di Torino.  
Attualmente ha portato in scena al "Gigi Proietti Globe Theatre Silvano Toti" di Roma Intestamè, da lui scritto, diretto ed interpretato ed è docente di formazione teatrale e in corsi di formazione manageriale. 
Attivo in teatro, cinema e televisione, si è fatto notare anche nel film televisivo Il destino ha quattro zampe, con Lino Banfi e Tiziana Aristarco.

## Filmografia

### Attore
- L’albero dei desideri sospesi, regia di Rachid Benhadj (1997)
- Le quattro porte del deserto, regia di Antonello Padovano (2004)
- All'improvviso un uomo, regia di Claudio Insegno (2014)
- Se Dio vuole, regía di Edoardo Falcone (2015)

### Doppiatore
- Clopin Trouillefou ne Il gobbo di Notre Dame (1996) e Il gobbo di Notre Dame II (2002)
- Persuccello e personaggi vari in Rick and Morty (2017-in corso)

## Televisione

### Attore
- Un medico in famiglia – serie TV (1998 - 2009)
- La squadra – serie TV (1999 - 2007)
- Il destino ha quattro zampe, regia di Tiziana Aristarco – film TV (2002)
- Un posto al sole – soap opera (1996)
- Don Matteo – serie TV, 1 episodio (2000-2011)
- Don Matteo 4 – serie TV, episodio Indagine riservata (2004)[3]
- Distretto di polizia – serie TV (2000-2012)
- Sotto copertura - La cattura di Zagaria – serie TV, episodio 2x07 (2017)
- Rita Levi Montalcini, regia di Alberto Negrin – film TV (2020)
- Nero a metà – serie TV, episodio 3x03 (2022)

## Teatro

### Attore
- Storia di una città di mare, regia di Michele Galdieri
- Leggero leggero, regia di Gigi Proietti
- A me gli occhi please, regia di Gigi Proietti
- L’opera del mendicante, regia di Gigi Proietti
- La baracca dei comici, regia di Ugo Gregoretti
- La circolare ministeriale, regia di Beppe Navello
- America, regia di Claudio Boccaccini
- Gli amori inquieti, regia di Augusto Zucchi
- La Locandiera, di Carlo Goldoni, regia di Lorenzo Salveti
- Il sogno di Pulcinella, testo e regia di Carlo Ragone
- Uè, regia di Carlo Ragone
- Una donna di casa, di Vitaliano Brancati, regia di Alvaro Piccardi con Ugo Pagliai e Vittorio Gassman
- Francesco, il musical, di Vincenzo Cerami, regia di Claudio Insegno e Fabrizio Angelini
- Bandariè, regia di Claudio Boccaccini, musiche di Michele Centonze
- Il Mostardiere del Papa ovvero la Papessa, di Alfred Jarry, regia di Mario Moretti
- La ballata dell’amore disonesto, di Germano Mazzocchetti, regia di Augusto Fornari
- Il gatto con gli stivali, musical, di Charles Perrault, Teatro Stabile di Messina
- Romeo e Giulietta, di William Shakspeare, regia di Gigi Proietti, Silvano Toti Globe Theatre Roma
- Vampiri, di Fiammetta Carena, regia di Bruno Maccallini, Teatro de' Servi di Roma
- L’aberrazione delle stelle fisse, regia di Manlio Santanelli, Teatro de' Servi di Roma
- Joseph e la strabiliante tunica dei colori in technicolor, musical, di Tim Rice e Anderw Lloyd Webber
- Molto rumore per nulla, di William Shakspeare, regia di Loredana Scaramella, Silvano Toti Globe Theatre Roma
- Squali - Una storia vera, un sogno, regia di Duccio Forzano
- Come vi piace, di William Shakspeare, regia di Loredana Scaramella, Silvano Toti Globe Theatre Roma
- I due gemelli veneziani, di Carlo Goldoni, regia di Antonio Calenda
- Il mercante di Venezia, di William Shakspeare, regia di Loredana Scaramella, Silvano Toti Globe Theatre Roma
- L’appartamento, regia di Patrick Rossi Gastaldi
- Tosca, adattamento e regia di Renato Greco
- Sogno di una notte di mezza estate, di William Shakspeare, regia di Loredana Scaramella, Silvano Toti Globe Theatre Roma
- La dodicesima notte, di William Shakspeare, regia di Riccardo Cavallo, Silvano Toti Globe Theatre Roma
- Intestamè, di Carlo Ragone e Loredana Scaramella, regia di Loredana Scaramella
- L'isola degli schiavi, di Pierre de Marivaux, regia di Ferdinando Ceriani, Teatro Eliseo Roma

## Discografia

### Collaborazioni
- 1996 - Le Campane di Notre Dame, La Corte dei Miracoli e Sottosopra- Il gobbo di Notre Dame
- 1998 - Il sogno di Giuseppe di Giampaolo Belardinelli e Piero Castellacci